# Султанска джамия
Вижте пояснителната страница за други значения на Султан джамия.
Султанската джамия (на босненски: Careva džamija; на турски: Hünkâr Camii) е мюсюлмански храм в Сараево. Това е една от първите построени джамии в Босна и Херцеговина и първата в босненската столица. Разположена е на южния бряг на река Миляцка, непосредствено срещу Баш чаршията в Стария град.

## История
Изградена е през 1462 година със средствата на основателя на Сараево Иса Бей Исакович. Само няколко години по-късно през 1480 година джамията е подпалена от войските на деспот Вук Гъргуревич, който завлядява и запалва Сараево. На същото място впоследствие е изградена отново през 1566 година, но
този път градежът е финансиран от султан Сюлейман Великолепни, от където носи името си. По това време главен архитект на Османската империя е мимар Синан и поради това се смята, че изграждането на Султанската джамия е дело на един от неговите ученици или сътрудници.
По време на Втората световна война Султанската джамия претърпява известни поражения. През 80-те години на миналия век джамията е консервирана и частично реставрирана. По време на обсадата на Сараево (1992-1996) много от облицовъчните камъни по фасадата на Султанската джамия са повредени, както и всички други сгради около нея, и особено на старите гробища в непосредствена близост до джамията, които са запалени.

## Архитектура
Султанската джамия е от централен тип с отворени преддверия от трите ѝ страни, поради големия брой богомолци, които идвали в джамията особено на петъчната молитва. По-късно през 1847 година двете странични отворени преддверия са зазидани. Централното кубе на джамията има полукръгла форма с напречното сечение, която е много характерна за класическия период на османската архитектура. По време на консерваторски работи в края 80-те години на миналия век са открити и частично реставрирани четири слоя стената декорация от 16-и, 18-и и началото на 19 век. Осмоъгълното минаре, чието шерефе е богато декорирано със сталактити, е един от най-красивите стари минарета в Босна и Херцеговина. Ценни надгробни паметници, създадени в периода между 15-и и 19 век, които се намират в гробището зад джамията. Смята се, че два архаични надгробни паметника, разположени зад михраба на джамията, вероятно обозначават гроба на основателя на Сараево Иса бей Исакович.